# Дихроизм
Дихрои́зм — явление, состоящее в различном поглощении веществом света в зависимости от его поляризации. Различают следующие виды дихроизма:
- Линейный дихроизм — частный случай дихроизма; состоит в различном поглощении веществом света с взаимно перпендикулярными направлениями линейной поляризации[1];
- Эллиптический дихроизм — частный случай дихроизма; состоит в различном поглощении веществом света с правой и левой эллиптической поляризацией[1].
- Круговой дихроизм (циркулярный дихроизм, эффект Коттона) — частный случай эллиптического дихроизма; состоит в различном поглощении веществом света с различными направлениями круговой поляризации[1]. Эффект открыт Эме Коттоном[англ.] в 1911 году, поэтому иногда называется «эффектом Коттона».

Деление светового потока на части оптической системой, содержащей абсорбционные светофильтры и полупрозрачные зеркала, дихроическим не называется, так как происходит потеря значительной (от 1/3 до 2/3 и более) части исходного потока на поглощение в фильтрах.

## История названия
Происходит от греческого dikhroos, буквально «двуцветный». Раньше всего (из различных явлений дихроизма) наблюдался дихроизм в кристаллах, турмалин является наиболее известным минералом с этим свойством.

## Применение
Помимо дихроичных фильтров и дихроидных призм, дихроизм как интерференционный, так и поляризационный используется в ювелирном деле для получения переливающихся украшений.